# Nicholas Purnell

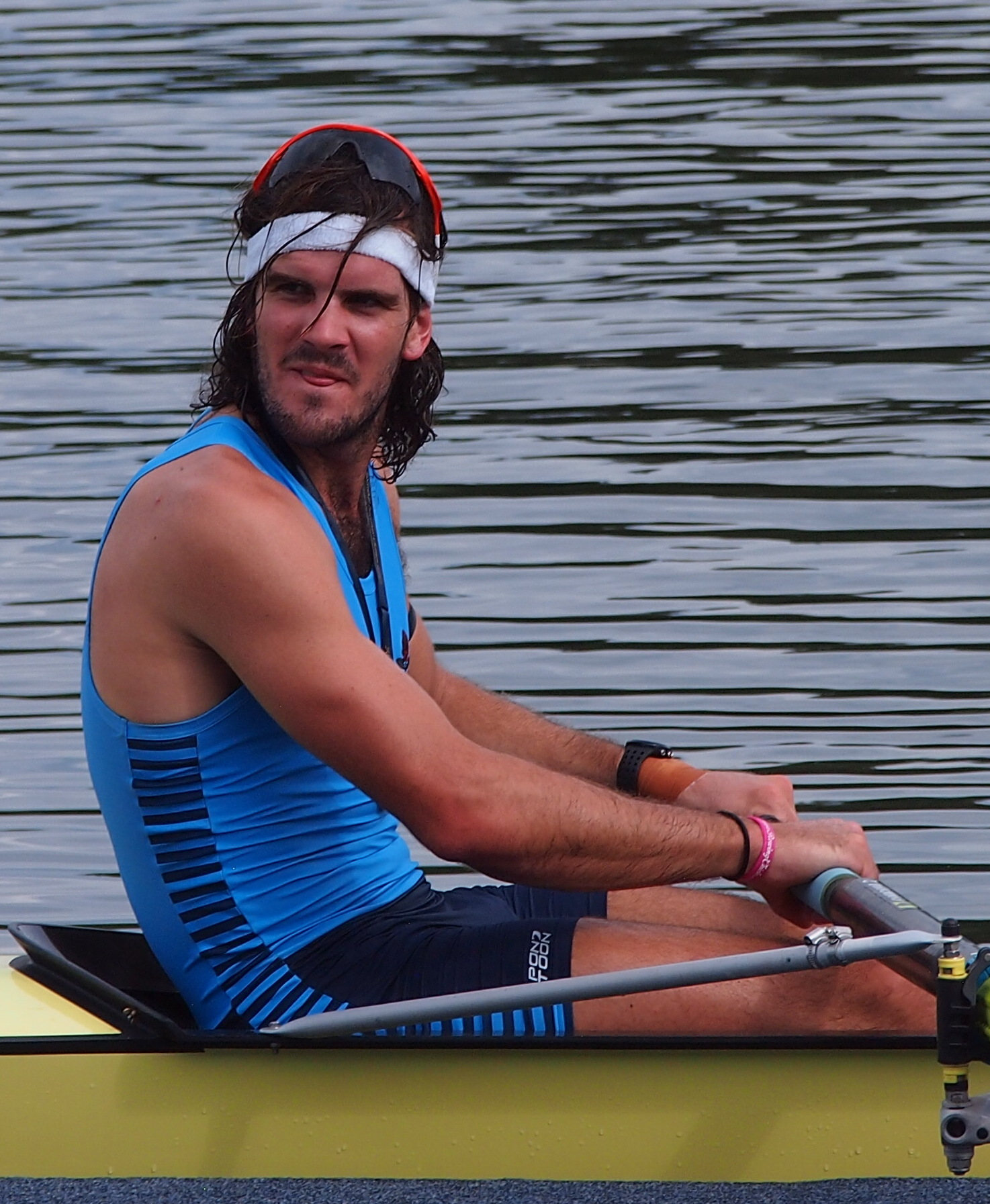
Nicholas Purnell 2014

Nicholas Purnell (* 4. Juni 1990 in St Leonards, New South Wales) ist ein australischer Ruderer. Er gewann bei Weltmeisterschaften eine Silbermedaille (2018) und zwei Bronzemedaillen (2010, 2011).

## Sportliche Karriere
Purnell begann 2006 mit dem Rudersport. 2009 belegte er mit dem Achter den vierten Platz bei den U23-Weltmeisterschaften. 2010 gewann er mit dem Vierer ohne Steuermann die Bronzemedaille. Auch in der Erwachsenenklasse nahm Purnell 2010 an den Weltmeisterschaften in Neuseeland teil und gewann mit dem Achter die Bronzemedaille. 2011 ruderte er bei den Weltmeisterschaften in Bled im Vierer zusammen mit Samuel Loch, Drew Ginn und Joshua Dunkley-Smith. Die Crew gewann die Bronzemedaille hinter den Briten und den Griechen. 2012 belegte Purnell mit dem australischen Achter den sechsten Platz bei den Olympischen Spielen in London.
Im Ruder-Weltcup 2013 trat Purnell mit dem Doppelvierer an. Bei den Weltmeisterschaften 2013 startete er im Einer und belegte den 14. Platz. 2014 startete er auch im Weltcup im Einer, bei den Weltmeisterschaften in Amsterdam verbesserte er sich gegenüber dem Vorjahr nur leicht und ruderte auf den 13. Platz. Danach kehrte Purnell in den Achter zurück. Nach einem neunten Platz bei den Weltmeisterschaften 2015 erreichte der Achter bei der letzten Qualifikationsregatta für die Olympischen Spiele 2016 den vierten Platz, die ersten drei Boote durften in Rio de Janeiro starten.
Nach einem Jahr Pause kehrte Purnell 2018 zurück in den australischen Achter. Bei den Weltmeisterschaften 2018 in Plowdiw gewannen die Australier die Silbermedaille hinter dem Deutschland-Achter. 2019 wechselte Purnell in den Vierer. Timothy Masters, Nicholas Purnell, Jack Hargreaves und Joseph O’Brien siegten bei den Weltcup-Regatten in Posen und Rotterdam. Für die Weltmeisterschaften in Linz/Ottensheim rückte Alexander Hill für Masters ins Boot. Der australische Vierer belegte den sechsten Platz und qualifizierte sich damit für die Olympischen Spiele 2020. Bei den Olympischen Spielen in Tokio startete Nicholas Purnell mit dem australischen Achter und erreichte den sechsten Platz.
Der 1,98 m große Nicholas Purnell rudert für den Ruderclub der Universität Sydney. Sein jüngerer Bruder Alexander Purnell wurde Olympiasieger im Vierer ohne Steuermann.